# MuPAD
MuPAD est un logiciel de calcul formel propriétaire développé initialement par un groupe de recherche de l'université de Paderborn.
En 1997, la société SciFace Software GmbH & Co. KG a repris son développement en coopération avec le groupe de développeurs initial ainsi qu'avec des partenaires d'autres universités.
En 2008, la société SciFace Software GmbH & Co a été acquise par The MathWorks, éditeur du logiciel MATLAB. MuPAD est depuis intégré comme composant de la boîte à outils Symbolic Math Toolbox de MATLAB.
La syntaxe de MuPAD est proche de celle de Maple. Cependant, le langage MuPAD est orienté objet et permet de définir des domaines et de donner des types aux objets.